# M1903春田步槍

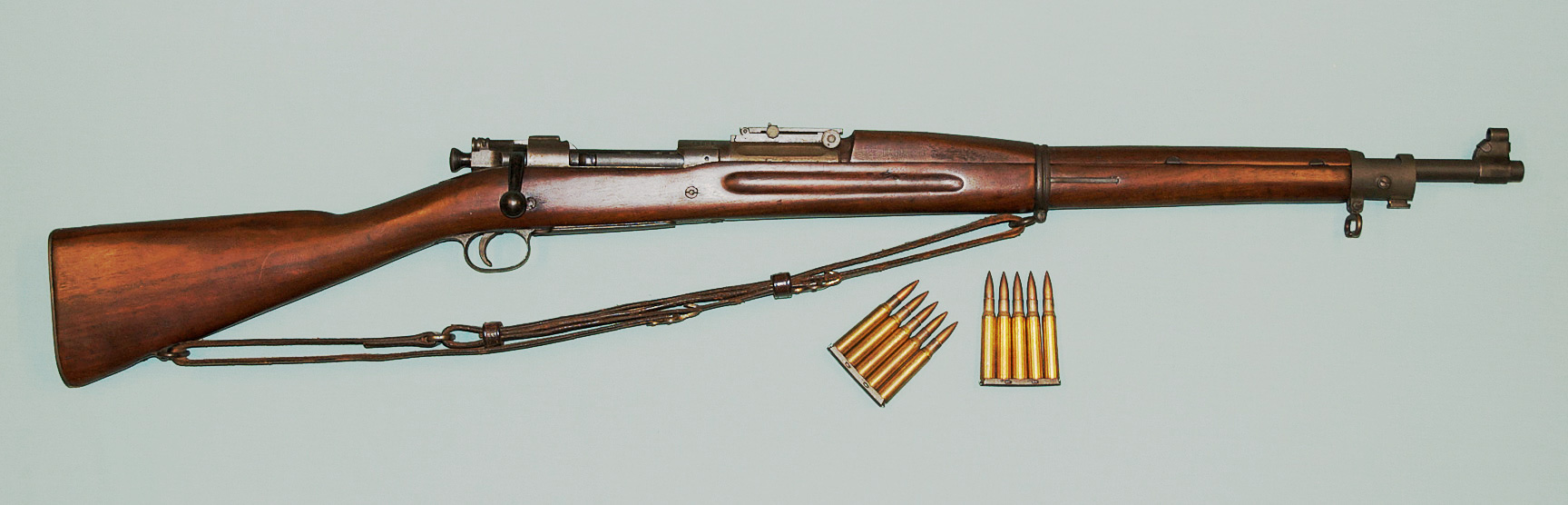
M1903，1906年製造

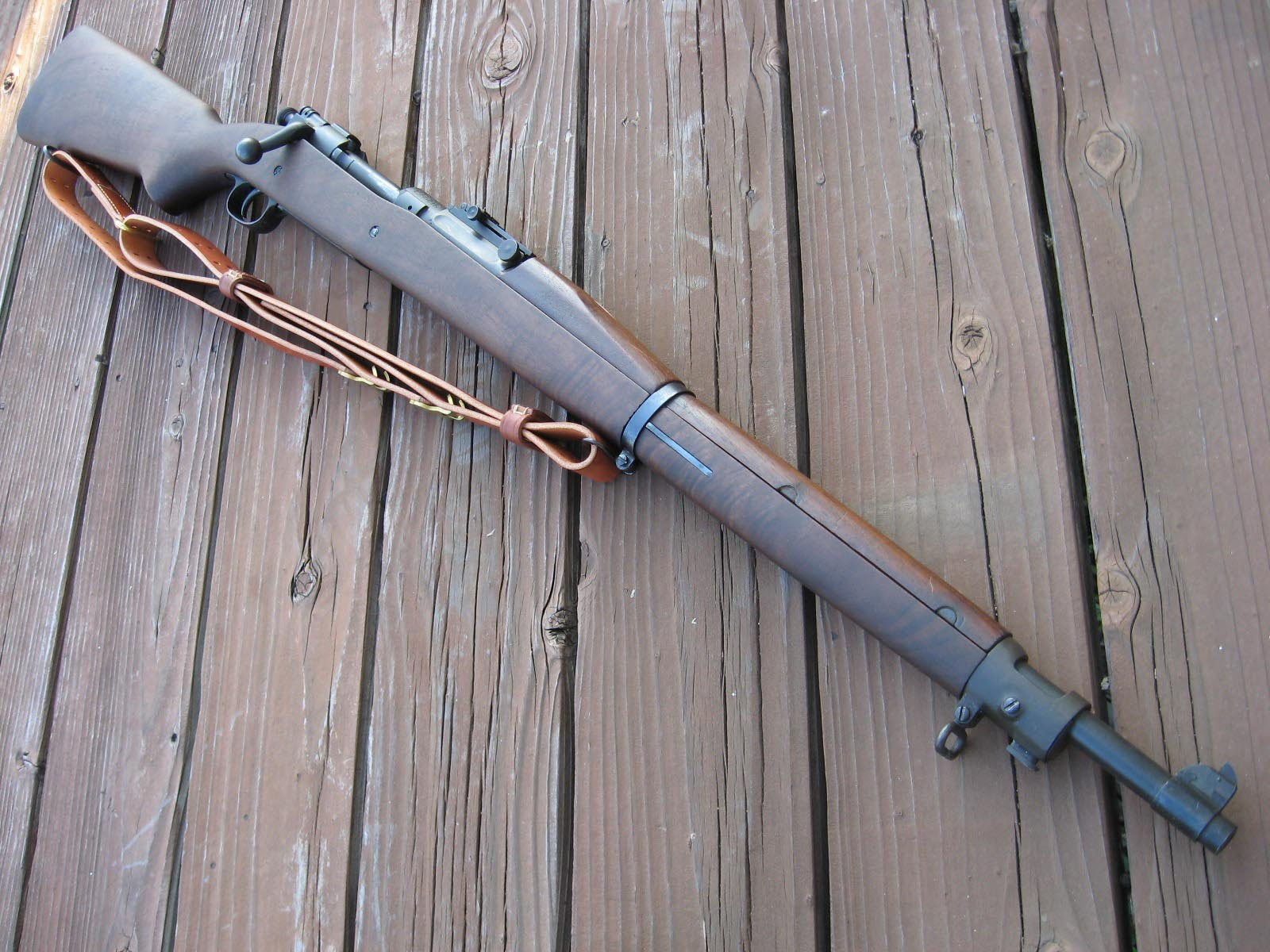
M1903A1

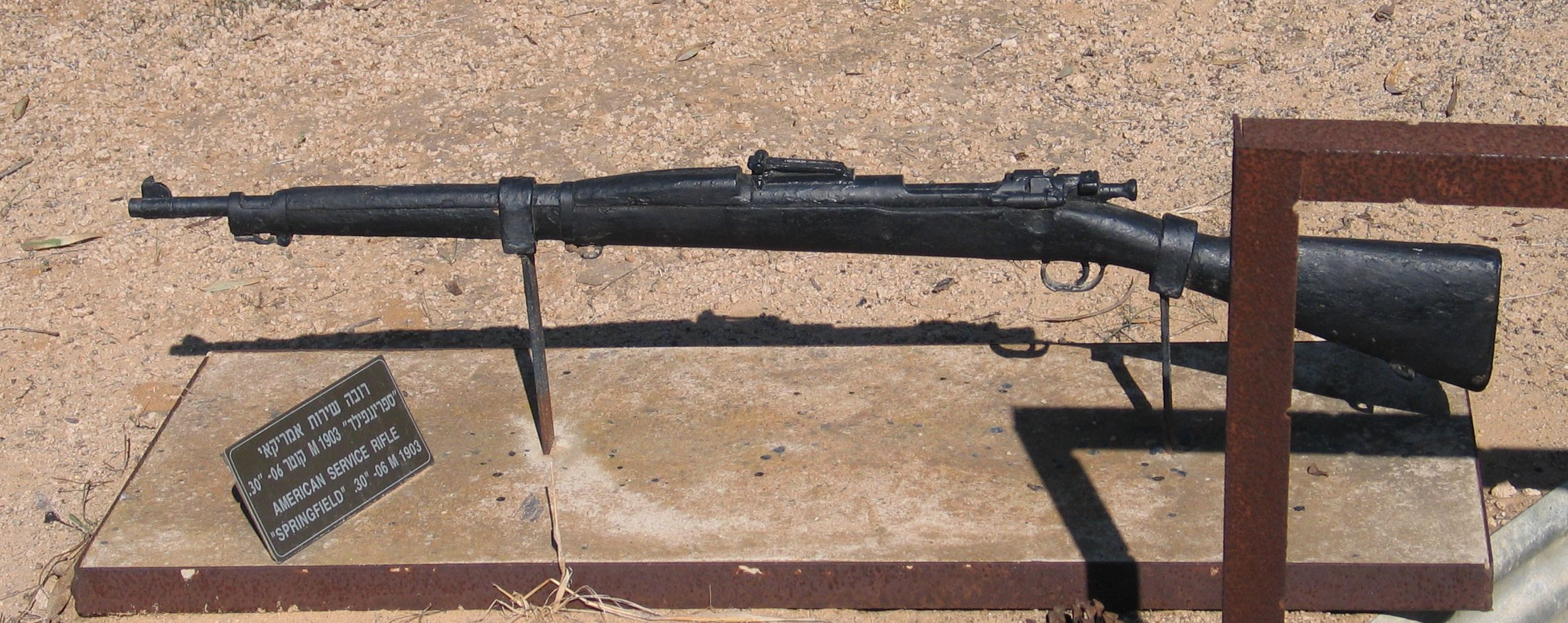
M1903，2006年12月15日

M1903春田步槍是一種旋轉後拉式槍機弹仓式栓式步槍，1903年定型稱为「0.30口径M1903式步枪」，因其由春田（Springfield）兵工廠研制而得名M1903春田步枪（Springfield rifle）。是美軍在一戰及二戰期间装备的制式步枪。

## 設計

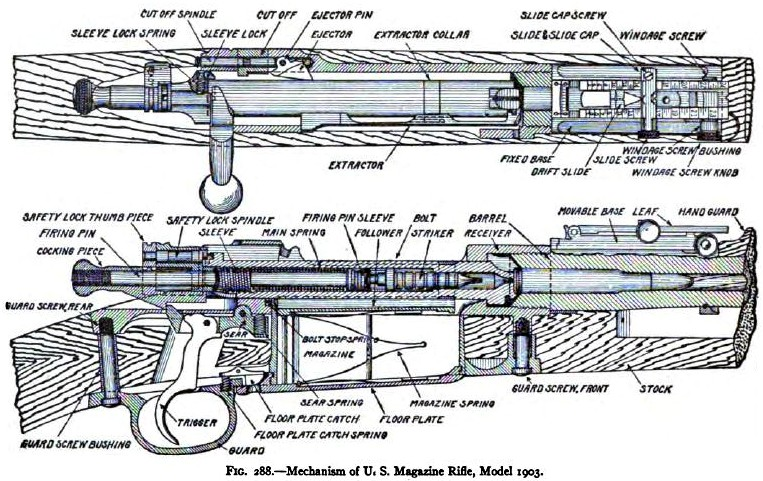
M1903步枪构造图

1898年美西战争期间，美军认识到西班牙军队装备的毛瑟步枪性能比自己装备的「.30口径克拉格–約根森步枪」更好，尤其是在圣胡安山战斗中美军伤亡慘重，从而促使美军更換新的步枪，美军军械局将包括德国Gewehr 98步枪在内的毛瑟步枪提供给春田兵工廠研究与参考。M1903步槍是由春田兵工廠研製，其運用的旋轉後拉式槍機原理是仿自毛瑟步枪的設計，仅外形作了修改，且並未经德國毛瑟公司授權（后毛瑟公司提起诉讼并胜诉，美国政府直至一战前期保持中立期间向毛瑟公司支付了部分专利费，不過後來由於德國戰敗所以專利費不了了之）生产。尽管春田兵工廠的设计有所变更，但仍可以算是以毛瑟步槍為基礎结合美军.30口径弹药的衍生槍。由於M1903步槍採用一根长610毫米的枪管，所以全枪長度比当时的毛瑟Gew 98步枪（枪管长度740毫米）短；拉機柄為向下彎曲以便於攜行；該槍以5發容量的盒式彈倉供彈，能夠以5發橋夾从机匣顶部的抛壳口一次性压入弹仓完成裝填。M1903步槍有个独特的单发供弹装置（弹倉阻断器 magazine cut off），位于机匣左侧面，在弹仓供弹截断状态下，每打一发子弹就需从抛壳孔装下一发弹，以保持弹仓内弹药量，在通常使用状态下，由弹仓供弹可快速射击。
早期的M1903步槍還配有刺釘式刺刀，後在1905年改用了M1905匕首型刺刀，并改造带可收放标尺的新照门。M1903步槍最初配用0.30-03圆头枪弹，1906年采用M1906槍彈（7.62×63毫米，或称0.30-06步槍子彈），弹头形状改为尖头（质量150格令），是借鉴毛瑟式無底緣枪弹的基礎上改進而成。舊版的M1903步枪也被改良至符合新槍的規格。
在一战结束前生产的M1903步枪在发射槍.30-06枪弹时易出现机匣损坏的情况，故春田兵工廠在1918年引入新的热处理工艺，並為以旧工艺生产的步枪在机匣上开一小孔以释放部分火药气体压力。

## 歷史

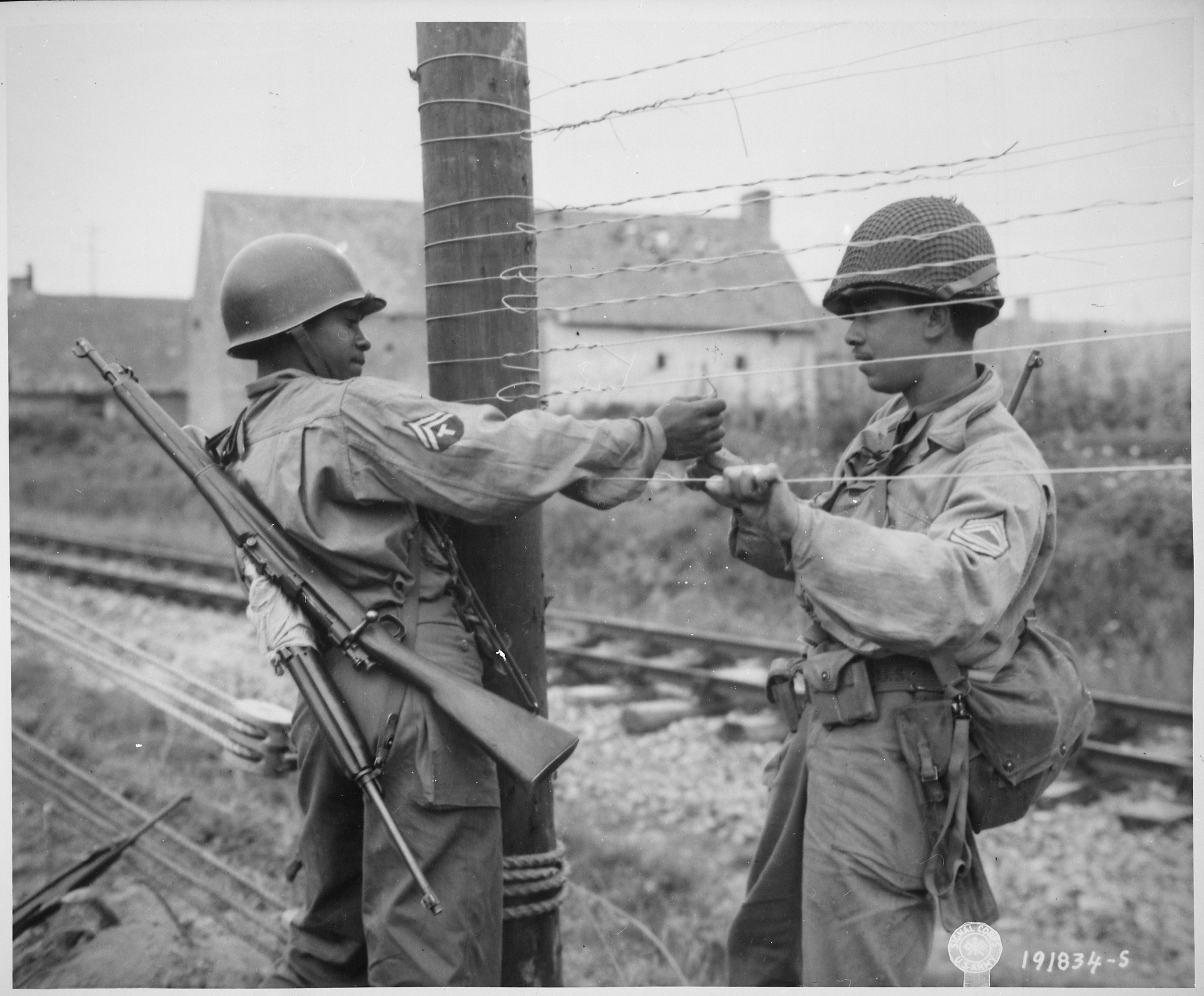
二战期间美军装备的M1903

在1903年，M1903春田步槍被定为美军的制式步枪。除了春田兵工廠外美軍还指定了岩岛兵工厂作为生产厂商。M1903在1911—12年間的产量达到171,893把。第一次世界大戰期間，當美國參戰時，供應商為美軍生产了约84万把M1903步槍，但由於數量供不應求，美國的兵工廠將本應為英國承包生產，同樣以德國毛瑟步槍為原型的英国恩菲爾德P14步枪的口径由英国的.303不列顛改为美国的.30-06春田，這些步槍被命名為「M1917」，並隨即被美軍大量採用作填補M1903空缺的应急方案，該槍甚至一度在前線中比M1903的数量還多。一戰結束後，美國軍隊只保留M1903作為制式步槍，M1917全部撤裝作儲備，或以軍援為由供應給友邦。自岩岛兵工厂在1919年停产M1903步枪後，春田兵工厂也在1927年停产該步枪。
1938年，用作取代M1903的半自動M1加兰德步枪產量不足，因此M1903步槍仍然是美國軍隊裝備的主力步槍，在第二次世界大戰中，由於美国参战时没有足够的M1步枪装备所有部队，美國軍隊仍然大量裝備M1903步枪作为补充。由于春田兵工厂主要负责生产M1加兰德步枪，在1941年雷明登公司被指定為批量生产M1903步枪的承包商，他們使用从岩岛兵工厂封存的旧生产模具來生產這些武器，而为了简化生产工艺，這些M1903与以往的批次有很大的不同，照門從護木上方移到機匣尾端上方，從立式表尺照門改為覘孔式照門（aperture sight，也稱peep sight）可調整高低左右（射擊距離風偏修正），型號為M1903A3。后来史密斯—科罗纳公司也获得生产合約。至1944年停产时美國共生产了1,385,629把M1903A3步枪。同時，M1903步槍也被賦予了新的用途，改裝成狙擊步槍型號為M1903A4。由於M1903的狙擊步槍版本加裝了光學瞄準鏡，故具有在精度上的優勢，而為不妨礙瞄準鏡的使用，原本的機械瞄具被拆除了。
M1903也曾作為援助物資供應給美國的盟國。第二次世界大戰期間，戴高樂將軍指揮的自由法国军队獲美国援助大量M1903步枪。中華民國也透過租借法案獲得大量的M1903步槍，這些步槍曾被用於第二次中日戰爭和國共內戰。由於在外觀、长度與設計上跟中正式步槍類似，在國軍老兵的回憶中除了「30步槍」這稱呼以外另外還有「花旗牌中正式」這個另類的暱稱，該步槍直到1990年代仍有用作高中軍訓課打靶槍枝。中華人民共和國在建國後裝備的大量雜牌武器中也包括了M1903春田步槍，這些步槍隨後更參與了韓戰，它們一直被中共軍隊使用至全面換裝蘇聯式裝備為止。在韓戰和越戰中，大韓民國國軍和越南共和國軍也從美國援助中獲得大量M1903步槍。日本的警察預備隊成立時裝備的美式裝備中包括了M1903步槍，但由於這些武器本身已經十分老舊，故在自衛隊成立後不久便退役。
美軍的M1903步槍在越戰後期完全撤出一線裝備，但至今仍然在美軍的儀仗隊中少量使用，主要供訓練與檢閱使用。美军仪仗用枪的槍身金屬部件均使用鍍鉻處理，同時配備白色槍背帶。

## 衍生型
M1903有四種主要改進型，而各改進型中亦有小量改進的版本：
- M1903（1903年）—發射.30-03（.30-45）圆头彈藥，裝有原裝S型槍托，照门是滑动斜板式瞄准具。
  - M1903（1905年）—改變刺刀座接口，同時改用16英寸长的M1905匕首形刺刀，以及一种可收放标尺的瞄准具。
  - M1903（1906年）—改為發射新型M1906.30-06步槍子彈。除改进步枪弹膛长度外，也更換了与新弹的弹道相适应的表尺。
  - M1903 Mk I（約1918年）—为了能够使用佩德森供彈裝置（英语：Pedersen device）进行改动的M1903步枪，[1]，以頂裝式彈匣（裝填40發.30口徑手槍彈）供彈的类似半自動手枪供弹与击发的版本[2]称为M1918 .30 Automatic Pistol。该装置也被称为堑壕扫射机（trench sweeper），主要是為一战中的堑壕战而設計。佩德森裝置共生产6万5千套，同時春田兵工厂為10万多把M1903步枪进行改造，卸下佩德森裝置可装回原来的枪栓部件。由於美軍已不再需要這些裝置，一战结束后绝大部份佩德森供彈裝置在1920年代被美軍銷毀。
- M1903A1（1930年）—1929年改為裝有手槍型握把的直型C型槍托。
- M1903A2（1930年代）—以A1或A3改成的版本，裝備砲兵部隊，安装于火炮身管上面，作瞄准与射击训练用。
- M1903A3（1942年）—簡化生產工序，适应战时大量生产需要，制造时改為大量使用冲压加工金屬部件及後期型槍托，改装了一种简易觇孔式照門，讓使用類似照門的M1加蘭德步槍的士兵能快速熟悉。
- M1903A4（1942年）—M1903A3的狙擊步槍改進版本，安装了高精度枪管，裝有改良型槍托、M73或M73B1 2.5倍瞄準鏡。光学瞄准镜在机匣上的机械瞄具位置安装，同時去掉了照門与准星，也不安裝刺刀座。于1943年正式命名为“美国M1903A4 0.30英寸狙击步枪”。在太平洋岛屿作战时根据暴露的缺陷改进M73B1于1945年命名为M84瞄准镜。M1903A4狙击步枪由雷明顿武器公司从1943—1944年期間生產（被M1半自动步枪的狙击步枪版本所取代），一共生产约29,964把。美国海军陆战队的M1903A4也参与後來的朝鲜战争与越南战争。
- M1903 Bushmaster carbine（1940年代）—訓練用步槍，专门用于丛林作战，槍管縮短至18寸以適合巴拿馬環境，總共製造4,725把，二戰後被大量傾倒在海裡。

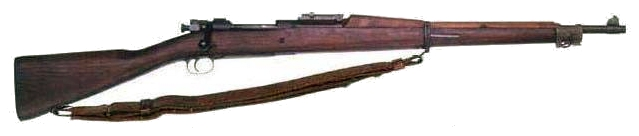
M1903
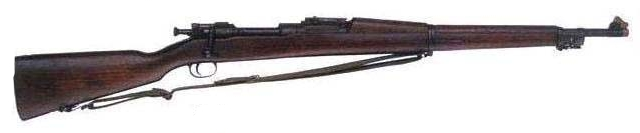
裝有被称为C型槍托的M1903A1
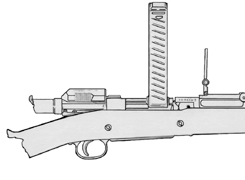
佩德森供彈裝置
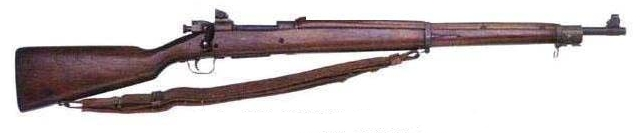
M1903A3
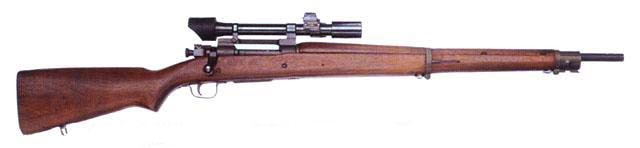
裝有M84瞄準鏡的M1903A4

除以上主要改進型外，還有兩種改進型号，包括訓練型和國際級比賽型。

## 民用型
因M1903步枪远距离射击时精确性较好，它也成为了一种流行的民用枪械。一战结束后，多种M1903运动型步枪应运而生，其枪托被改成带小握把的缩小尺寸的运动枪托，可加装瞄准镜，其中包括春田兵工廠生产的美国国家射击比赛步枪。1950年代，1,000把M1903A3步枪被挑选出来作为美国国家射击比赛用枪。

## 使用國

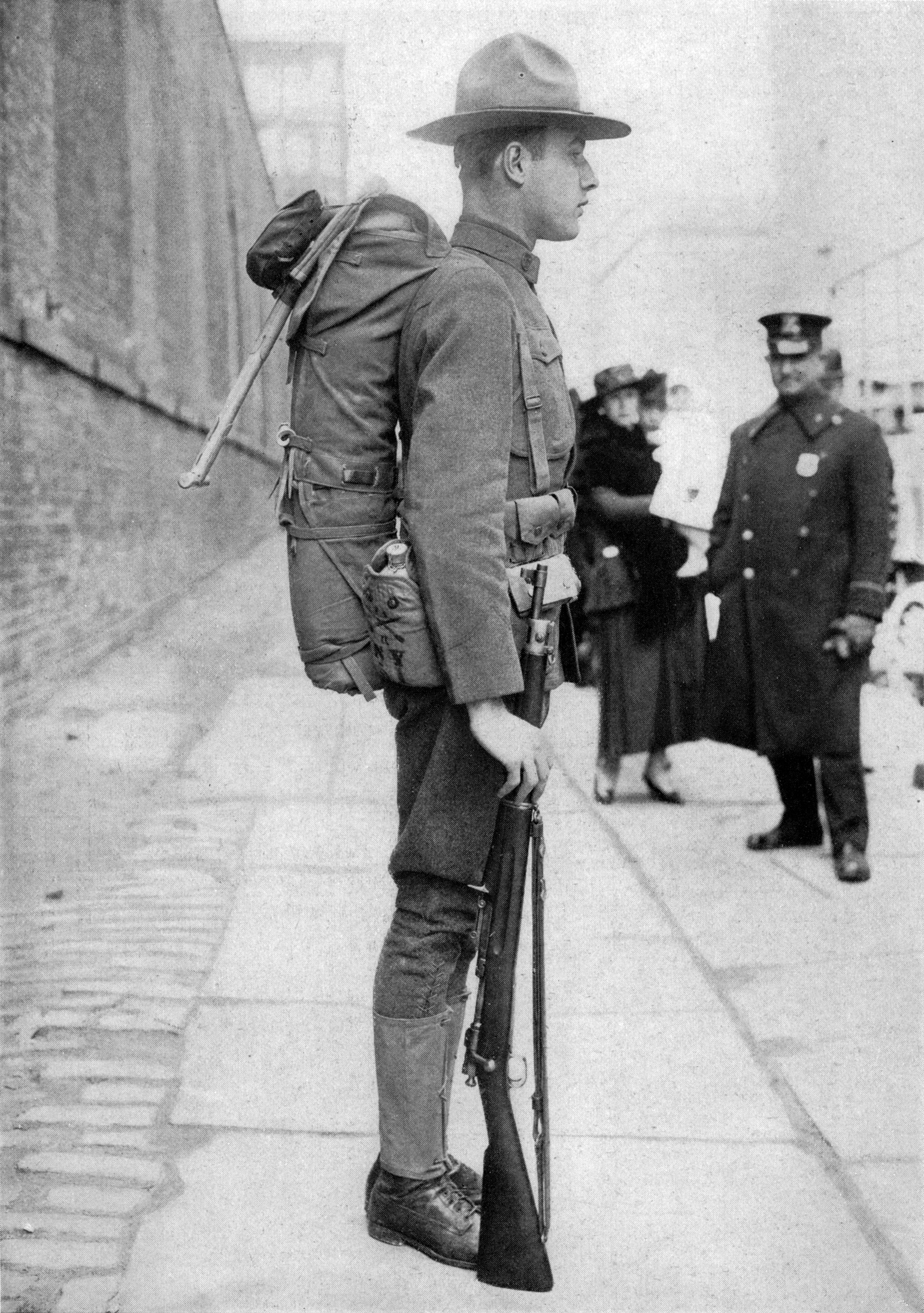
美國國民警衛隊的士兵與春田步槍

- 阿根廷
- 巴西
- 柬埔寨
- 加拿大
- 中華民國
- 中华人民共和国
- 哥伦比亚
- 刚果共和国
- 古巴
- 賽普勒斯
- 刚果民主共和国
- 丹麦
- 埃及
- 法國
- 納粹德國
- 希腊
- 印度尼西亞
- 日本：陸上自衛隊前身部隊「保安隊」的制式步槍。
- 利比里亚
- 墨西哥
- 緬甸
- 挪威
- 巴拿马
- 菲律賓
- 波蘭
- 泰國
- 英國
- 美国
- 委內瑞拉
- 越南共和国
- 越南

## 流行文化

### 電影
- 《約克軍曹》；1941年的黑白片。敘述一次世界大戰的美國英雄Alvin York；艾文·約克使用M1903 Springfield步槍，一個人擊斃25-35德國兵，俘虜132人。賈利古柏 (Gary Cooper) 飾演約克。
- 是一部美国经典战争电影，描述诺曼底登陆后在法国前线作战的美军一支小分队深入敌后，寻找于前线参战的3个兄弟阵亡且生死未卜的士兵瑞恩的故事。影片中多次出现美军小分队狙击手丹尼尔·杰克逊（巴里·佩珀出演）使用M1903A4狙击步枪作战的片段。
- 《月光光新慌慌》是月光光心慌慌系列第十一部電影，在電影後段，凱倫在麥克·邁爾斯現身時對其開槍，使用的便是寫有凱倫(Karen)字樣的M1903步槍。

### 電子遊戲
- 《系列》
  - ：游戏中命名为“M1903”，为侦察兵专属武器，使用光学瞄准镜。
    - 使用佩德森装置的版本被命名为“M1903（實驗）”，使用机械瞄具，并可在半自动和栓动两种模式中自由切换。
    - 在单人战役模式中，存在未实装于多人模式的加装有消音器的版本，命名为“M1903（消音器）”。
- 《系列》
- 《系列》
  - 《3》
- 《英雄與將軍》
- 《AVA戰地之王》
- 《少女前線》
- 《應徵入伍》
- 《生化危機4 重製版》
- 《蔚藍檔案》：下江小春的固有武器「Justice Black」及羽川蓮實的固有武器「Impalement」及原型。

## 相關連結
- M1903.com （页面存档备份，存于）
- Modern Firearms-M1903春田步槍 （页面存档备份，存于）
- 美國陸軍戰場手冊23-10（1942年12月20日，PDF格式）[永久]